# Sentier de grande randonnée 56
Le sentier de grande randonnée 56 (GR 56) décrit une boucle autour de la rivière Ubaye dans les Alpes-de-Haute-Provence et les Alpes-Maritimes.

## Tracé

### GR 56
- Méolans-Revel
- Col de Séolane
- Abbaye du Laverq
- Tête de la Sestrière
- Col d'Allos
- Vallon de Prenier
- Petit col de Talon
- Cabanes de la Cayolle
- Hameau de Bayasse
- Col de la Moutière
- Crête de la Blanche
- Hameau de Bousiéyas
- Col des Fourches
- Pas de la Cavale
- Vallon du Lauzanier
- Larche
- Col de Mallemort
- Col du Vallonnet
- Hameau de Fouillouse
- Saint-Paul-sur-Ubaye
- Fort de Tournoux
- Col de la Pare
- Méolans-Revel

### GR 56B
Une variante via Allos et le Col de la Cayolle dénommé GR 56B suit le tracé suivant :
- détachement du GR 56 au Vallon de Prenier
- Allos
- Col de la Petite Cayolle
- Col de la Cayolle
- récupération du GR 56 aux Cabanes de la Cayolle